# Croton nepalensis
Espèce
Classification APG III (2009)
Croton nepalensis est une espèce de plantes à fleurs du genre Croton et de la famille des Euphorbiaceae présente au Népal.